# Marcello Girotto
Marcello Girotto (Cappella, 6 novembre 1947 – Dolo, 31 maggio 2018) è stato un organista e compositore italiano.

## Biografia
Dopo aver compiuto gli studi di organo e pianoforte con Luigi Celeghin e presso il Conservatorio di Padova, si specializzò all'estero (Francia, Svizzera, Germania) per la prassi esecutiva, e con altri insigni maestri (tra i quali Luciano Berio, Wolfango Dalla Vecchia e Henri Pousseur), per la composizione.
Oltre ad essere stato un importante concertista, insegnò organo e composizione organistica al Conservatorio Giuseppe Tartini di Trieste, e intervenne spesso in conferenze e seminari internazionali in qualità di musicista ed organologo. Era inoltre membro della Commissione Organi nelle Chiese della Diocesi di Treviso.
Muore il 31 maggio 2018, dopo una breve malattia. Il funerale si è tenuto nella chiesa del suo paese natale il successivo 5 giugno. È sepolto nel locale cimitero.

## Opere
Le sue composizioni, sia per formazioni cameristiche, sia per organo solo o con insiemi, sono caratterizzate da un preponderante stile avanguardista e contemporaneo.
Tra le opere per organo, le più importanti sono "Puer 78", "Messa Organistica di ogni tempo" (omaggio a Girolamo Frescobaldi) del 1983, "Ictus" (omaggio a Johann Sebastian Bach) del 1985 e "Ut" (omaggio a Guido d'Arezzo) del 1999.
Sempre del 1999 anche la composizione per organo e saxofono "Seiunctus Threnus".